# Jean de La Bruyère
Jean de La Bruyère (Párizs, 1645. augusztus 16. – Versailles, 1696. május 10.), francia író, esszéíró, moralista.

## Pályafutása
Polgári család gyermeke: apja adóügyi tisztviselő, anyja jogász-ősök sarja. Jogot tanult Orléansban, majd a kor szokása szerint Caenban hivatalt vásárolt.
Bossuet tanítványa volt, az ő ajánlására került II. Louis de Bourbon-Condé herceghez, aki 1684-ben megbízta – más három nevelő mellett – unokája, a Bourbon herceg nevelésével. Pedagógiai működését követően 1686-ban Condé herceg Chantillyban lévő könyvtárának lett gondozója. A herceg szolgálatában eltöltött évek a kispolgár keserves tapasztalataival gazdagították a gőgös és hitvány udvari környezetben, ami jó előtanulmányt jelentett későbbi munkásságához. 

### AJellemek
A Les Caractères ou les Mœurs de ce siècle (A mai század jellem- és erkölcsrajza) című művén kortársi tanúsítás szerint tíz évig dolgozott, és Theophrasztosz-fordításának függelékeként hozta nyilvánosságra. Az első kiadás 420 gondolatot illetve jellemképet tartalmaz, a nyolcadik kiadás 1120-at, a kilencedik kiadást már nem élhette meg. 
Az írás könyörtelenül kiteregeti az udvar élettől elválaszthatatlan erkölcstelenségét, a pénz hatalmát egy demoralizált társadalomban, az arisztokrata semmittevés veszélyeit és mindazokat a divathóbortokat, amelyekben az ábrázolt egyének szórakozást találnak. 
La Bruyère a style coupé, a rövid mondatos stílus egyik első kitűnő francia művelője. A mű szatirikus célzásai, személyi aktualitásai megnehezítették akadémiai tagságának elfogadtatását. 1693-tól haláláig volt a Francia Akadémia tagja. 

## Művei
- 1688 – Theophrastus Jellemrajzai görögből fordítva és kiegészítve A mai század jellem- és erkölcsrajzával
- 1699 – Dialógusok a kvietizmusról (halálát követően jelent meg)

## Magyarul
- Jellemek; ford. Gyergyai Albert; inː Ima az Akropoliszon. A francia esszé klasszikusai; vál., előszó, tan. Gyergyai Albert, jegy. Somló Vera, Szávai János; Európa, Bp., 1977